# Хемушевец
Хемушевец је насељено место у саставу града Прелога у Међимурској жупанији, Хрватска. До територијалне реорганизације у Хрватској налазио се у саставу старе општине Чаковец.

## Становништво
На попису становништва 2011. године, Хемушевец је имао 266 становника.

## Попис1991.
На попису становништва 1991. године, насељено место Хемушевец је имало 292 становника, следећег националног састава:
| Попис 1991.‍ | Попис 1991.‍ | Попис 1991.‍ | Попис 1991.‍ | Попис 1991.‍ |
| ----------- | ----------- | ----------- | ----------- | ----------- |
|             |             |             |             |             |
| Хрвати      | Хрвати      |             | 291         | 99,65%      |
| Словенци    | Словенци    |             | 1           | 0,34%       |
| укупно: 292 |             |             |             |             |